# Каћ
Каћ је насеље у градској општини Нови Сад града Новог Сада у Јужнобачком округу. Насеље се налази у Шајкашкој области. Према попису из 2022. било је 11.067 становника.

## Историја
Први помен насеља датира из 13. века, тачније 1232. године у списку Папског десетка. Сматра се да име места потиче од келтске речи Katy што значи „насип“, „утврђење“ јер Каћ гледан с јужне стране делује као да је на насипу. У околини Каћа пре неколико столећа била су још два села, Бикач, између Каћа и Новог Сада, и Куждин, између Каћа и Ђурђева.
По завршетку грађанског рата 1848-1849. године, у Угарској је током лета 1850. године процењивана материјална штета по шајкашким православним црквама. Општина Каћка је потраживала 16.646. ф. 44 новчића као обештећење. Поверенство је представило своју процену, која се драстично разликовала. За црквене утвари нудили су 810 ф. а за оправу и унутрашњи распоред у храму још 8.136 ф. што је представљало половину одштетног захтева или 8.946 ф. Са тим се сложило и Министарство ратно у Бечу.
У другој половини 19. века расте број становника у месту. По попису из 1880. године ту има 3681 становник, од којих је највише Срба - 2588. Од других нација ту су Мађари са 167, Немци са 766, Словака 6, и 154 "осталих". За деценију, бележи се 1890. године велики пораст броја Срба и Немаца. Тако је записано у то време 2691 Срба, 181 Мађар, 1012 Немаца, 5 Словака, 1 Рутен. Укупан број становника попео се на 3890 душа.
Према православној парохијској статистици било је крајем 1891. године у месту: један православни свештеник, 2774 православца и 534 православних домова.
Према попису из 2002. године, у Каћу живи 11.151 становника, мада је број знатно већи, јер у селу живи много избеглица из ратом захваћених крајева бивше Југославије, које нису евидентиране. У етничком погледу, у месту велику већину чине Срби. Пре Другог светског рата у Каћу је живео велики број Немаца.

## Образовање, вера и култура
У Каћу од 1783. године постоји основна школа, њен наследник је данашња ОШ "Ђура Јакшић". Крајем 1891. године било је у месту 250 ученика и четири основне школе (зграде).
Постоје две предшколске установе, као и неколико приватних школа страних језика.
Данашња Православна Црква у Каћу подигнута је између 1840. и 1844. године и посвећена је у славу Светог Николе (летњег). Освештао је ту богомољу жабаљски прота Максим Папић 1844. године. Пре овог храма постојао је један мањи, грађен од цигле (постојала је 1783) а даскама покривен, за који се не зна када је подигнут.
Сматра се да је иконостас резбарио мајстор из Нештина, а иконе непознати мајстор из Новог Сада.
Сматра се да је прво православно гробље у Каћу било у порти старе цркве, која је била саграђена од дрвета и налазила се 30 метара југозападно од данашње цркве.
На основу најстаријих споменика може се утврдити да је гробље настало у другој половини 19. века. На овом гробљу је сахрањен Ђорђе Стефановић, књижевник и сарадник Вука Стефановића Караџића. Пре овог гробља постојало је старо гробље које памте стари Каћани. Оно се налази на месту данашњих кућа на почетку Улице Жарка Јовића и у Улици Саве Малешева од броја 40-60.
Крајем 2012. године, подигнут је женски манастир, посвећен празнику Васкрсења Христова. Већ сâм назив тог дела Каћа, Сунчани брег, и нехотице указује на духовну димензију празника којем је манастир Васкрсења Христова посвећен: на Сунце правде, на светлост Васкрслога Господа Христа, вечног Победника над сваком тамом, грехом и смрћу.
У поодмаклој фази је зидање саборног храма који ће прослављати празник Васкрсења Христова, манастирску славу.
Непосредна близина Новог Сада и међународног аутопута чини манастир изузетно приступачним.
У центру места се налази објекат спортско, пословно, културне и друштвене намене Светосавски дом, на чијем се месту, до 1999. налазио Дом културе. Дана 01.10.2000. године, пред препуним трибинама дворане "Храм", свечано је отворен "Светосавски дом".
Већ дуги низ година постоје три културно-уметничка друштва: Стеван Мокрањац, Свети Сава и Петефи Шандор.
У склопу зграде месне канцеларије се налази огранак Градске библиотеке.

## Инфраструктура и саобраћај
Каћ је електрифициран 1953. године, а аутоматска телефонска централа је монтирана у зграду месне канцеларије 15. јануара 1971.
У Каћу ради неколико интернет оператера, као и оператера кабловске телевизије.
Кроз Каћ пролази регионални пут Нови Сад — Тител, а место се надовезује на магистрални пут Нови Сад — Зрењанин, док, паралелно са Партизанском улицом пролази железничка пруга.
Први воз кроз каћку железничку станицу прошао је 1899. године.
2.Јула 1899. год. пуштају се у саобраћај  линије Нови Сад - Римски Шанчеви - Каћ - Тител и Римски Шанчеви - Темерин -Жабаљ - Бечеј. (Вициналне пруге - споредне пруге које су повезивале мање али привредно значајне варошице са пругом Будимпешта - Суботица - Нови Сад - Земун).
Каћ је са Нови Садом повезан линијама јавног превоза бр. 22, 23 и 24.
Каћ је, такође, редовним аутобуским линијама повезан и са Будисавом, Ковиљем, Шајкашом, Мошорином, Тителом и многим мањим местима.
У целом Каћу постоји канализациона мрежа.

## Спорт
Рукометни клуб Југовић из Каћа се такмичи у Супер лиги Србије од 1984, а 2001, године освојио је ЕХФ Челенџ куп.
ОФК Југовић из Каћа основан је далеке 1912. године и један је од најстаријих спортских колектива у Србији.
У Каћу се налазе шаховски клуб, као и неколико приватних фитнес и плесних клубова.

## Спортски објекти
У Каћу се налази Спортски центар Сигет, који чине:
- Стадион ОФК Југовић
- Помоћни фудбалски терен
- Рукометни стадион

У Каћу се налазе и две спортске дворане. Прву, чији је капацитет 1000 гледалаца и коју сада користи основна школа, је користио РК Југовић, све док није прешао у нову, дворану „Храм“ која се налази у оквиру Светосавског дома. Нова хала може да прими више од 2000 гледалаца, рачунајући и вип-ложе.
Током 2010. и 2011. године, направљени су и кошаркашки терени у Виноградарској улици, Улици Бошка Бухе, и у Петровданском насељу.

## Медији
Од 1994. године редовно излазе Каћке новине.
У Каћу, такође, постоји и Радио „Југовић“ (88.2 MHz).
Од лета 2010. постоји и интернет-портал Каћ-инфо, који прати и најављује актуелности у месту.

## Споменици
- Споменик палим борцима у НОР — у центру места
- Споменик погинулим фудбалерима у НОР — на Сигету
- Биста Милеве Марић — испред Основне школе
- Крст — на улазу у Петровданско насеље
- Чесма Свете Петке — у насељу Виногради
- Чесма Живка Кондића — на Сигету

## Манифестације
Сваке године, 22. маја у Каћу се окупи на десетине хиљада људи како би обележили Каћку славу. Поред тог спектакла, Каћ је познат и по привредно-забавној манифестацији Чварак фесту. Чварак фест се углавном одржава крајем прве недеље новембра.
Године 2017. у Каћу је одржан осми по реду Чварак фест, и по први пут Сајам чварака, на ком су учествовале екипе из околине Каћа али и из иностранства (Босне, Македоније итд.).
Поред забавних, Каћ је познат и по спортским манифестацијама. Највећа од њих је међународни фудбалски турнир за омладинце и кадете, који носи име легенде ОФК Југовића, Живка Кондића.
Каћ је сваке године један од домаћина и међународног рукометног турнира „Трофеј града Новог Сада“, који окупља рукометаше и рукометашице из неколико земаља овог дела Европе.

## Трговина и привреда
Каћ има огроман привредни и индустријски потенцијал, због свог феноменалног положаја-налази се на раскршћу путева Нови Сад-Тител и Нови Сад-Зрењанин, тако да се формирао читав низ предузећа који праве производне хале, складишта, као и управне зграде.
Такође, у Каћу постоје два супермаркета, као и огроман број продавница, пекара, месара, апотека, бутика, хамбургерија, пицерија, посластичарница, интернет-кафеа, продавница ауто-делова, продавница спортске опреме, продавница рачунара и мобилних телефона, итд.
У Каћу се налази огроман покривен пијачни простор, а пијачни дани су среда и субота.

## Насеља

### Сунчани брег
Сунчани брег је четврт у Каћу. Налази се на крајњем истоку Каћа, на путу према Будисави. У њему се налази манастир Васкрсења Христова. Према подацима из 2008. године, у овом насељу има 139 станова, а у плану је још 136.

### Петровданско насеље
Петровданско насеље се налази на око километар и по, северно, од најужег центра Каћа.
У њему, према незваничним подацима живи нешто мање од 500 људи.
Насеље је основано 1997. године, мада су неке куће саграђене и 1996.
Становништво је претежно пореклом из Славоније, Барање и Републике Српске.
Насеље има и своју славу — Петровдан (12. јул) која се слави од 1998. године.
Петровданско насеље пружа пун комфор својим становницима, јер поседује прикључке за струју, воду, гас, Интернет и канализација.
У Петровданском насељу се налазе и спортски терени, окружени зеленом површином и парком за децу.

### Виногради
Виногради су највеће каћко насеље и налазе се на југо-западу Каћа.Удаљени су око 2 километра од центра Каћа.Име је добило по некадашњим виноградима који су се некад ту налазили.Гледајући са јужне стране, Виногради су на узвишењу.У Виноградима се налази огранак Основне Школе „Ђура Јакшић" која се похађа до другог разреда.У околини школе се налази и рекреативни простор са кошаркашким тереном.

## Демографија
У насељу Каћ живи 8771 пунолетних становника, а просечна старост становништва износи 37,2 година (36,3 код мушкараца и 38,2 код жена). У насељу има 3350 домаћинстава, а просечан број чланова по домаћинству је 3,33.
Ово насеље је великим делом насељено Србима (према попису из 2002. године).
|             | \| Демографија[5] \| Демографија[5] \| Демографија[5] \| \| Година \| Становника \| Становника \| \| -------------- \| -------------- \| -------------- \| \| 1948. \| 4.406 \| \| \| 1953. \| 4.478 \| \| \| 1961. \| 5.640 \| \| \| 1971. \| 6.701 \| \| \| 1981. \| 8.551 \| \| \| 1991. \| 9.755 \| 9.491 \| \| 2002. \| 11.166 \| 11.593 \| \| 2011. \| 11.740 \| \| \| 2022. \| 11.067 \| \| |            |
| Демографија | |            |
| Година      | Становника | Становника |
| 1948.       | 4.406 |            |
| 1953.       | 4.478 |            |
| 1961.       | 5.640 |            |
| 1971.       | 6.701 |            |
| 1981.       | 8.551 |            |
| 1991.       | 9.755 | 9.491      |
| 2002.       | 11.166 | 11.593     |
| 2011.       | 11.740 |            |
| 2022.       | 11.067 |            |

| Етнички састав према попису из 2002.‍ | Етнички састав према попису из 2002.‍ | Етнички састав према попису из 2002.‍ | Етнички састав према попису из 2002.‍ | Етнички састав према попису из 2002.‍ |
| ------------------------------------ | ------------------------------------ | ------------------------------------ | ------------------------------------ | ------------------------------------ |
|                                      |                                      |                                      |                                      |                                      |
| Срби                                 | Срби                                 |                                      | 10.094                               | 90,39%                               |
| Мађари                               | Мађари                               |                                      | 456                                  | 4,08%                                |
| Југословени                          | Југословени                          |                                      | 155                                  | 1,38%                                |
| Хрвати                               | Хрвати                               |                                      | 60                                   | 0,53%                                |
| Муслимани                            | Муслимани                            |                                      | 34                                   | 0,30%                                |
| Словаци                              | Словаци                              |                                      | 30                                   | 0,26%                                |
| Роми                                 | Роми                                 |                                      | 27                                   | 0,24%                                |
| Црногорци                            | Црногорци                            |                                      | 26                                   | 0,23%                                |
| Русини                               | Русини                               |                                      | 18                                   | 0,16%                                |
| Македонци                            | Македонци                            |                                      | 9                                    | 0,08%                                |
| Украјинци                            | Украјинци                            |                                      | 5                                    | 0,04%                                |
| Румуни                               | Румуни                               |                                      | 5                                    | 0,04%                                |
| Чеси                                 | Чеси                                 |                                      | 4                                    | 0,03%                                |
| Руси                                 | Руси                                 |                                      | 4                                    | 0,03%                                |
| Немци                                | Немци                                |                                      | 4                                    | 0,03%                                |
| Бугари                               | Бугари                               |                                      | 4                                    | 0,03%                                |
| Словенци                             | Словенци                             |                                      | 3                                    | 0,02%                                |
| Албанци                              | Албанци                              |                                      | 2                                    | 0,01%                                |
| Буњевци                              | Буњевци                              |                                      | 1                                    | 0,00%                                |
| непознато                            | непознато                            |                                      | 90                                   | 0,80%                                |

| \| \| м \| \| \| ж \| \| ? \| 19 \| \| \| 7 \| \| 80+ \| 57 \| \| \| 103 \| \| 75—79 \| 75 \| \| \| 134 \| \| 70—74 \| 162 \| \| \| 195 \| \| 65—69 \| 233 \| \| \| 280 \| \| 60—64 \| 291 \| \| \| 316 \| \| 55—59 \| 269 \| \| \| 268 \| \| 50—54 \| 420 \| \| \| 407 \| \| 45—49 \| 528 \| \| \| 519 \| \| 40—44 \| 430 \| \| \| 438 \| \| 35—39 \| 396 \| \| \| 381 \| \| 30—34 \| 372 \| \| \| 385 \| \| 25—29 \| 422 \| \| \| 405 \| \| 20—24 \| 463 \| \| \| 441 \| \| 15—19 \| 414 \| \| \| 411 \| \| 10—14 \| 346 \| \| \| 337 \| \| 5—9 \| 334 \| \| \| 279 \| \| 0—4 \| 329 \| \| \| 300 \| \| Просек : \| 36,3 \| \| \| 38,2 \| |      |  |  |      |
| |      |  |  |      |
| | м    |  |  | ж    |
| ? | 19   |  |  | 7    |
| 80+ | 57   |  |  | 103  |
| 75—79 | 75   |  |  | 134  |
| 70—74 | 162  |  |  | 195  |
| 65—69 | 233  |  |  | 280  |
| 60—64 | 291  |  |  | 316  |
| 55—59 | 269  |  |  | 268  |
| 50—54 | 420  |  |  | 407  |
| 45—49 | 528  |  |  | 519  |
| 40—44 | 430  |  |  | 438  |
| 35—39 | 396  |  |  | 381  |
| 30—34 | 372  |  |  | 385  |
| 25—29 | 422  |  |  | 405  |
| 20—24 | 463  |  |  | 441  |
| 15—19 | 414  |  |  | 411  |
| 10—14 | 346  |  |  | 337  |
| 5—9 | 334  |  |  | 279  |
| 0—4 | 329  |  |  | 300  |
| Просек : | 36,3 |  |  | 38,2 |

| Година пописа     | 1948. | 1953. | 1961. | 1971. | 1981. | 1991. | 2002. |
| ----------------- | ----- | ----- | ----- | ----- | ----- | ----- | ----- |
| Број домаћинстава | 1.099 | 1.203 | 1.559 | 1.872 | 2.409 | 2.881 | 3.350 |

| Број чланова      | 1   | 2   | 3   | 4   | 5   | 6   | 7  | 8  | 9 | 10 и више | Просек |
| ----------------- | --- | --- | --- | --- | --- | --- | -- | -- | - | --------- | ------ |
| Број домаћинстава | 430 | 679 | 665 | 940 | 361 | 182 | 54 | 20 | 9 | 10        | 3,33   |

| Пол    | Укупно | Неожењен/Неудата | Ожењен/Удата | Удовац/Удовица | Разведен/Разведена | Непознато |
| ------ | ------ | ---------------- | ------------ | -------------- | ------------------ | --------- |
| Мушки  | 4.551  | 1.430            | 2.831        | 165            | 124                | 1         |
| Женски | 4.690  | 1.051            | 2.855        | 640            | 143                | 1         |
| УКУПНО | 9.241  | 2.481            | 5.686        | 805            | 267                | 2         |

| Пол    | Укупно                    | Пољопривреда, лов и шумарство | Рибарство                            | Вађење руде и камена | Прерађивачка индустрија       |
| ------ | ------------------------- | ----------------------------- | ------------------------------------ | -------------------- | ----------------------------- |
| Мушки  | 2.326                     | 292                           | 1                                    | 5                    | 752                           |
| Женски | 1.727                     | 160                           | 1                                    | 1                    | 448                           |
| Укупно | 4.053                     | 452                           | 2                                    | 6                    | 1.200                         |
|        |                           |                               |                                      |                      |                               |
| Пол    | Производња и снабдевање   | Грађевинарство                | Трговина                             | Хотели и ресторани   | Саобраћај, складиштење и везе |
| Мушки  | 60                        | 272                           | 367                                  | 41                   | 203                           |
| Женски | 17                        | 49                            | 328                                  | 66                   | 48                            |
| Укупно | 77                        | 321                           | 695                                  | 107                  | 251                           |
|        |                           |                               |                                      |                      |                               |
| Пол    | Финансијско посредовање   | Некретнине                    | Државна управа и одбрана             | Образовање           | Здравствени и социјални рад   |
| Мушки  | 18                        | 60                            | 66                                   | 34                   | 35                            |
| Женски | 44                        | 90                            | 51                                   | 105                  | 242                           |
| Укупно | 62                        | 150                           | 117                                  | 139                  | 277                           |
|        |                           |                               |                                      |                      |                               |
| Пол    | Остале услужне активности | Приватна домаћинства          | Екстериторијалне организације и тела | Непознато            | Непознато                     |
| Мушки  | 81                        | 0                             | 0                                    | 39                   | 39                            |
| Женски | 65                        | 1                             | 0                                    | 11                   | 11                            |
| Укупно | 146                       | 1                             | 0                                    | 50                   | 50                            |

## Галерија
- Зграда Месне заједница Каћ
- Црква Св. Николаја
- ОШ Ђура Јакшић
- Дворана „Храм“
- Поглед на РТВ торањ у центру Каћа
- Споменик погинулим фудбалерима у НОР — на Сигету
- Крст — на улазу у Петровданско насеље
- Концерт групе Ватрена вода на Чварак фесту
- Концерт групе Рибља чорба на Чварак фесту
- Концерт Мирослава Илића на Чварак фесту
- Маркет плац Каћ — Пијаца
- Локали у Светосавском дому
- Петровданско насеље Каћ, улаз
- Поглед на насеље
- Крст на улазу у насеље